# Wężyska
Wężyska (niem. Merzwiese) – wieś w Polsce położona w województwie lubuskim, w powiecie krośnieńskim, w gminie Krosno Odrzańskie.
W latach 1945–54 siedziba gminy Wężyska. W latach 1975–1998 miejscowość administracyjnie należała do województwa zielonogórskiego.

## Zabytki
- Kościół neogotycki z XIX wieku